# NGC 1560
NGC 1560 је спирална галаксија у сазвежђу Жирафа која се налази на NGC листи објеката дубоког неба.
Деклинација објекта је + 71° 52' 46" а ректасцензија 4h 32m 47,5s. Привидна величина (магнитуда) објекта NGC 1560 износи 11,4 а фотографска магнитуда 12,1. Налази се на удаљености од 3,686 милиона парсека од Сунца. NGC 1560 је још познат и под ознакама UGC 3060, MCG 12-5-5, CGCG 328-6, FGC 71A, PGC 15488.